# Ngân hàng Eritrea
 Ngân hàng Eritrea là ngân hàng trung ương của nhà nước Eritrea. Ngân hàng được đặt tại Asmara, thủ đô của nước này. Ngân hàng trung ương này quan tâm đến việc khuyến khích đầu tư nước ngoài và nhập khẩu hàng hóa vốn như máy móc công nghiệp và thiết bị nông nghiệp. Ngân hàng Trung ương Eritrea, mặc dù là một thực thể của chính phủ, độc lập với Bộ Tài chính; thống đốc và ủy ban chính sách của nó xây dựng và thực hiện chính sách với đầu vào được điều hành bởii Bộ Tài chính nước này. Mặc dù khách du lịch được phép mang ngoại tệ vào nước này, tất cả các giao dịch sẽ được thực hiện bằng Nakfa Eritrea.

## Thống đốc
- Andebrhan Welde Giorgis, 1993-1994 [4]
- Tekie Beyene, 1994-2003-?
- Kibreab Woldemariam,? -2004-